# Pretty & Challenge - GIRLSGOLF -
Pretty & Challenge -GIRLSGOLF-（プリティー・アンド・チャレンジ ガールズ・ゴルフ)は、サンテレビジョンで2019年4月5日から2020年3月27日まで放送されていたゴルフ番組。略称は「プリチャレ」。

## 概要
ゴルフ好きのファッションモデル・紺野ゆりと若手ゴルファー・植手桃子）が主演。
2020年3月27日放送分をもって終了。同年4月8日から毎週水曜日23:30に枠移動し、『girlsgolf TV』に改題され、メインMCが紺野から湯浅喬子に交代し、植手は番組を卒業。なお、本番組内で結成された「チーム・プリチャレ」は『girlsgolf TV』でも継続される。

## 出演
- 紺野ゆり（番組内での愛称は「ゆりちゃん」）
- 植手桃子（番組内での愛称は「ももちゃん」）
- 山岡晶子（チーム・プリチャレ）
- 岩倉千恵（チーム・プリチャレ）
- 金沢泉（チーム・プリチャレ）
- 井上奈津子（チーム・プリチャレ）

### ラウンドゲスト
- 淺井咲希（2019年5月度。植手の出身校である滝川第二高等学校ゴルフ部の1年後輩[3]）
- 西智子（2019年6月度。植手の出身校である滝川第二高等学校ゴルフ部の1年先輩であり、当時のゴルフ部の主将[4][5]）
- 押尾紗樹（2019年9月度）

## ロケに使われたゴルフ場
- 北六甲カントリー倶楽部（東コース）[6]（兵庫県神戸市・2019年4月度）
- センチュリー三木ゴルフ倶楽部（兵庫県三木市・2019年5月度）
- CLUB D BOEUN（韓国・忠清北道報恩郡・2019年6月度）
- ローズゴルフクラブ[7]（滋賀県甲賀市信楽町・2019年7月度、2020年1月度 - 2020年2月度）
- 淡路カントリー倶楽部（兵庫県淡路市・2019年8月度）
- 宝塚クラシックゴルフ倶楽部（兵庫県宝塚市・2019年9月度 - 2019年12月度）
- 龍野クラシックゴルフ倶楽部（兵庫県たつの市、2020年3月度）

## テーマソング
- 木村カエラ『Oh Pretty Woman』

## 放映リスト
（放送日はサンテレビ→TOKYO MX 2）
1. 紺野ゆりと植手桃子のラウンドレッスン①（2019年4月5日→2019年4月14日）
2. 紺野ゆりと植手桃子のラウンドレッスン②（2019年4月12日→2019年4月21日）
3. 紺野ゆりと植手桃子のラウンドレッスン③（2019年4月19日→2019年4月28日）
4. 紺野ゆりと植手桃子のラウンドレッスン④（2019年4月26日→2019年5月19日）
5. ゆり・ももペアVS淺井プロ第1戦!（2019年5月3日→2019年5月26日）
6. ゆり・ももペアVS淺井プロ第2戦!（2019年5月10日→2019年6月9日）
7. ゆり・ももペアVS淺井プロ第3戦!（2019年5月17日→2019年6月23日）
8. ゆり・ももペアVS淺井プロ最終戦!（2019年5月24日→2019年6月30日）
9. 植手桃子のルーティーン総集編（2019年5月31日→2019年7月7日）
10. 韓国で西プロとラウンド対決①（2019年6月7日→2019年7月14日）
11. 韓国で西プロとラウンド対決②（2019年6月14日→2019年7月21日）
12. 韓国で西プロとラウンド対決③（2019年6月21日→2019年8月4日）
13. 韓国で西プロとラウンド対決④（2019年6月28日→2019年8月11日）
14. 紺野ゆりと植手桃子がガチラウンド対決①（2019年7月5日→2019年8月18日）
15. 紺野ゆりと植手桃子がガチラウンド対決②（2019年7月12日→2019年8月25日）
16. 紺野ゆりと植手桃子がガチラウンド対決③（2019年7月19日→2019年9月1日）
17. 紺野ゆりと植手桃子がガチラウンド対決④（2019年7月26日→2019年9月8日）
18. 淡路島で紺野ゆりVS植手桃子①（2019年8月2日→2019年9月15日）
19. 淡路島で紺野ゆりVS植手桃子②（2019年8月9日→2019年9月22日）
20. 淡路島で紺野ゆりVS植手桃子③（2019年8月16日→2019年9月29日）
21. 淡路島で紺野ゆりVS植手桃子④（2019年8月23日→2019年10月13日）
22. 紺野ゆりVS植手桃子を振り返り（2019年8月30日→2019年10月20日）
23. 押尾プロとガチンコラウンド対決①（2019年9月6日→2019年10月27日）
24. 押尾プロとガチンコラウンド対決②（2019年9月13日→2019年11月3日）
25. 押尾プロとガチンコラウンド対決③（2019年9月20日→2019年11月10日）
26. 押尾プロとガチンコラウンド対決④（2019年9月27日→2019年11月24日）
27. 桃ちゃん衝撃スーパープレー（2019年10月4日→2019年12月1日）
28. 絶好調桃ちゃん驚異の飛距離（2019年10月11日→2019年12月8日）
29. 桃ちゃん反省ゆりちゃん消沈（2019年10月18日→2019年12月15日）
30. ゆりちゃんチーム雪辱なるか（2019年10月25日→2019年12月22日）
31. 再激突!ゆり組VS桃1人?（2019年11月1日→2020年1月5日）
32. 桃子トラブル!ゆり組勝利?（2019年11月8日→2020年1月12日）
33. ゆり組ついに桃子を破る!?（2019年11月15日→2020年1月19日）
34. ゆり組VS桃子!最終決戦!（2019年11月22日→2020年1月26日）
35. ゆり桃ガチ対決プレーバック（2019年11月29日→2020年2月2日）
36. 勝負!チームゆりチャレ結成（2019年12月6日→2020年2月9日）
37. 桃トラブルでゆり組棚ボタ?（2019年12月13日→2020年2月16日）
38. 奇跡！ゆり組が桃ちゃんに?（2019年12月20日→2020年2月23日）
39. ゆり組悲願に桃ちゃん悲嘆?（2019年12月27日→2020年3月1日）
40. 植手桃子VSチームゆりチャレ再び①（2020年1月3日→2020年3月8日）
41. 植手桃子VSチームゆりチャレ再び②（2020年1月10日→2020年3月15日）
42. 植手桃子VSチームゆりチャレ再び③（2020年1月17日→2020年3月22日）
43. 植手桃子VSチームゆりチャレ再び④（2020年1月24日→2020年3月29日）
44. 植手桃子VSチームゆりチャレ再び・振り返り（2020年1月31日→2020年4月5日）
45. 植手桃子VSチームゆりチャレ第3ラウンド①（2020年2月7日→2020年4月12日）
46. 植手桃子VSチームゆりチャレ第3ラウンド②（2020年2月14日→2020年4月19日）
47. 植手桃子VSチームゆりチャレ第3ラウンド③（2020年2月21日→2020年5月17日）
48. 植手桃子VSチームゆりチャレ第3ラウンド④（2020年2月28日→2020年5月24日）
49. 植手桃子VSチームゆりチャレ第4ラウンド①（2020年3月6日→2020年5月31日）
50. 植手桃子VSチームゆりチャレ第4ラウンド②（2020年3月13日→2020年6月7日）
51. 植手桃子VSチームゆりチャレ第4ラウンド③（2020年3月20日→2020年6月14日）
52. 植手桃子VSチームゆりチャレ第4ラウンド最終戦<最終回>（2020年3月27日→2020年6月28日）

## 放送局
| 放送対象地域 | 放送局           | 系列   | 放送時間                | 放送期間                                            | 備考        |
| ------------ | ---------------- | ------ | ----------------------- | --------------------------------------------------- | ----------- |
| 兵庫県       | サンテレビジョン | JAITS  | 毎週金曜日23:00 - 23:30 | 2019年4月5日 - 2020年3月27日                        | 制作局      |
| 東京都       | TOKYO MX2        | JAITS  | 毎週日曜日13:30 - 14:00 | 2019年4月14日 - 2020年6月28日                       | 93日遅れ    |
| 全国         | スカイA          | CS放送 | 放送日時不定            | 2019年7月2日（1日深夜） - 2020年5月12日（11日深夜） | 約3ヶ月遅れ |